# Chapelle des Frères hospitaliers de Saint-Jean-de-Dieu de Paris
La chapelle des Frères hospitaliers de Saint-Jean-de-Dieu est une chapelle catholique située à Paris au 223 rue Lecourbe dans le 15e arrondissement. Elle appartient à l'Ordre hospitalier de Saint-Jean-de-Dieu et dessert le centre Saint-Jean-de-Dieu, le centre hospitalier et l'école, ainsi que la maison provinciale.  Elle est placée sous le vocable de Notre-Dame de Charité.

## Histoire

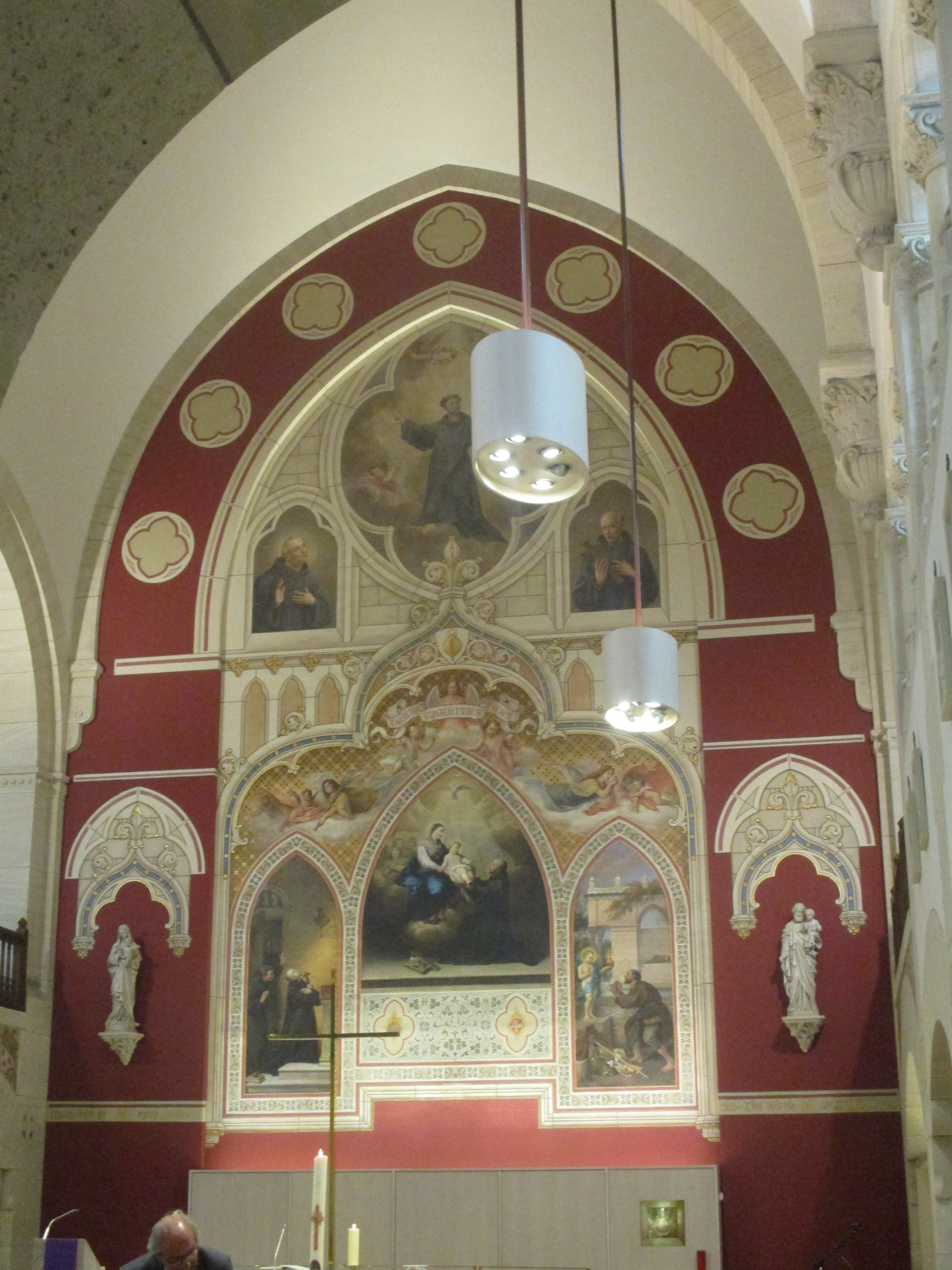
Chœur à fond plat avec des tableaux de Coubertin.

Un centre (appelé « asile » à l'époque) est construit par les Frères hospitaliers en 1858, pour abriter des garçons infirmes et pauvres qu'ils instruisent et à qui ils apprennent un métier. La chapelle est construite en 1897-1898, grâce aux dons de deux bienfaiteurs principaux, Clotilde Cazelles et Adolphe Demy. On remarque d'ailleurs Clotilde Cazelles représentée sur le vitrail de la rosace de la façade priant devant une maquette de la chapelle qu'elle offre à saint Jean de Dieu. Les frères ne sont pas expulsés de France (leur congrégation est l'une des cinq exceptions), lorsque toutes les congrégations catholiques doivent quitter le territoire français à cause des nouvelles lois anti-congrégationnistes de la fin du XIXe siècle et du début du XXe siècle.

## Description
La chapelle à nef unique est de style éclectique plutôt néo-gothique. Les statues de la façade sont d'Eugène Benet, les tableaux représentant la vie de saint Jean de Dieu au-dessus du sanctuaire (chœur à fond plat) sont de Charles-Louis de Coubertin (1879). Le maître-autel néo-gothique a disparu dans les années 1970. Des fresques représentent aussi sur les bas-côtés des épisodes de la vie du saint.

### Articles liés
- Ordre hospitalier de Saint-Jean-de-Dieu
- Liste des édifices religieux de Paris
- Archidiocèse de Paris